# Svojšín
Svojšín é uma comuna checa localizada na região de Plzeň, distrito de Tachov.